# Dendrocopos assimilis
Il picchio del Sind (Dendrocopos assimilis (Blyth, 1849)) è un uccello piciforme della famiglia dei Picidi.

## Descrizione

### Dimensioni
Misura 20-22 cm di lunghezza per 42-64 g di peso.

### Aspetto
Nel maschio adulto, la fronte, le redini, il sopracciglio, le guance, le copritrici auricolari e i lati del collo formano un insieme bianco che è talvolta sporcato di camoscio sulla fronte e sulle redini e sfumato di scuro al centro delle orecchie. Il vertice e la nuca sono rossi, contornati generalmente da un bordo nero o grigio. Il mustacchio nero parte da sotto le orecchie e prosegue fino alla mantellina e alla parte superiore del petto formando una stretta striscia. Il mento e la gola sono bianchi, talvolta chiazzati di camoscio. La parte posteriore del collo e il dorso sono neri con dei riflessi bluastri. Le copritrici alari sono nere con una grande zona bianca che giunge fino alle scapolari. Le remiganti sono bruno-nerastre con grandi barre bianche. La parte superiore della coda è nera, ma le due coppie di rettrici esterne sono nitidamente barrate di bianco. Le parti inferiori sono bianche, ma i fianchi sono leggermente striati di nero, mentre la parte bassa del petto e il ventre sono di un rosastro che vira nettamente sul rosso sulle sotto-caudali. La parte inferiore delle ali è bianca con delle strisce grigie a livello delle remiganti. La parte inferiore della coda è brunastra con delle barre bianche.
Nella femmina adulta, il becco è un po' più corto che nel maschio. Il vertice e la nuca sono interamente neri. Nei giovani, i colori sono più opachi e le zone nere sono rimpiazzate dal marrone. Le zone bianche virano maggiormente al camoscio e il rosso delle sotto-caudali è più chiaro e vira spesso al rosa. In entrambi i sessi il vertice è rosso, ma nelle giovani femmine la zona di questo colore è più ridotta.
In Iran, dove gli areali delle due specie talvolta si sovrappongono, il picchio del Sind può essere confuso con il picchio di Siria. Quest'ultimo si può distinguere per le dimensioni maggiori, il becco leggermente più grosso, il mustacchio meno lungo e il vertice dove la zona rossa è meno estesa. Verso ovest, il picchio del Sind incontra talvolta il picchio dell'Himalaya (Dendrocopos himalayensis), ma questo è più grande, ha le parti inferiori meno bianche e una macchia dietro l'occhio. D'altra parte, il picchio dell'Himalaya vive generalmente ad altitudini più elevate.

### Voce
Il picchio del Sind emette tre differenti tipi di verso: un grido di chiamata costituito da una sola nota, un debole crepitio chir-rir-rirrh-rirrh e una serie più lunga di note che possono essere trascritte nel modo seguente: wicka, toi-whit toi-whit toi-whit. I giovani si posizionano sul bordo della cavità per richiedere il cibo. Entrambi i genitori sono anche esperti nel comunicare tambureggiando con il becco.

## Biologia
I picchi del Sind sono uccelli molto attivi. Vengono spesso avvistati da soli, mentre martellano la corteccia con il becco e scrutano con attenzione per trovare il cibo. Come posatoio, utilizzano spesso rami di acacie, pistacchi, euforbie ed altri alberi di piccole dimensioni. Si servono allo stesso modo dei pali delle recinzioni. Si possono spesso osservare a poca altezza dal suolo, su rami bassi o su alberi caduti.

### Alimentazione
Il picchio del Sind è quasi esclusivamente carnivoro. Si nutre soprattutto di formiche, in particolare di quelle del genere Camponotus, e completa il suo menu con larve di coleotteri xilofagi.

### Riproduzione
La stagione della nidificazione è molto breve: va dal mese di marzo a quello di aprile. La deposizione delle uova ha luogo nel mese di marzo. Le cavità nelle quali vengono deposte le uova sono generalmente situate a poca altezza dal suolo, tra 1 e 4 metri al di sopra del terreno, sul tronco o sui rami secchi di una tamerice. I due adulti assumono un ruolo molto attivo nella fabbricazione della cavità del nido. Ogni covata comprende di solito 3 o 4 uova, che vengono covate per 15 o 16 giorni. Entrambi i genitori si alternano in questo compito. Non possediamo informazioni sulle cure parentali dopo la schiusa. Occasionalmente, se non raramente, il picchio del Sind si ibrida con il picchio di Siria (Dendrocopos syriacus).

## Distribuzione ed habitat
I picchi del Sind frequentano le zone boscose che costeggiano i corsi d'acqua e le boscaglie spinose. Nei deserti, sono presenti lungo il letto asciutto dei fiumi quando sulle loro rive crescono acacie o altri alberi sparsi. Vivono anche lungo le strade alberate e in piantagioni irrigate, specialmente in quelle di more. In Iran, sembrano apprezzare i boschetti di palme e penetrano volentieri nei giardini. Nelle regioni aride, si accontentano di piccoli alberi rachitici dei generi Prosopis, Acacia o Euphorbia. Nei paesaggi collinari, gli olivi selvatici, i pistacchi e i frassini costituiscono gli alberi più frequentati. Al contrario, questi uccelli sono apparentemente assenti dalle foreste miste di pini e ginepri, dove vengono rimpiazzati dal picchio frontebruna (Dendrocopos auriceps). Sono prevalentemente uccelli delle regioni pianeggianti, ma in alcune regioni del Pakistan si possono spingere fino a 1600 metri. Nelle montagne del Belucistan, è possibile trovarli fino ad altitudini prossime ai 2000 metri.
Il picchio del Sind è originario dell'Iran e del Pakistan. Nel primo dei due paesi, è diffuso principalmente nella provincia di Bandar-e-Abbas e nel vicino Sistan, lungo la costa del golfo di Oman. In Pakistan, la specie è presente nelle province del Sind, del Belucistan e del Punjab. Nonostante occupi un areale frammentato, la specie è considerata monotipica.

## Conservazione
Il numero di esemplari non può essere quantificato, ma secondo Handbook of the Birds of the World questa specie è nota per essere relativamente diffusa o localmente comune. Per quanto ne sappiamo, non vengono attuate misure speciali per la sua protezione.